# Kierpajny Wielkie
Kierpajny Wielkie – osada w Polsce położona w województwie warmińsko-mazurskim, w powiecie braniewskim, w gminie Pieniężno. W latach 1975–1998 miejscowość administracyjnie należała do województwa elbląskiego. Osada znajduje się w historycznym regionie Warmia.

## Historia
Historia wsi jest bardzo mało znana. Wiadomo, że jej korzenie sięgają 1280 roku. Jej pierwotny charakter to wielka własność, zaś w 1783 roku uzyskała status majątku szlacheckiego. Z tego okresu pochodzi Zespół Pałacowo - Parkowy wpisany do ewidencji zabytków Wojewódzkiego Urzędu Ochrony Zabytków w Olsztynie. Zespół folwarku z dworem i parkiem założono z końcem XVIII wieku. Źródła historyczne niewiele miejsca poświęcają folwarkowi w Kierpajnach. Wiadomo, że w okresie zaboru Warmii przez Prusy folwark należał do rodu Schimmelpfennig. Po wymarciu rodu dobra Kierpajny drogą koligacji objęli Buhlowie, którzy za zgodą króla mieli prawo używać nazwiska poprzednich właścicieli, był to dla nich duży awans społeczny. 
W okresie okupacji Warmii przez Brandenburczyków w 1656 dobra rycerskie Kierpajny należały do uszlachconego Warmiaka Jakuba Marquarta, majątek liczył wtedy 15 łanów chełmińskich (1 łan – 16,8 ha). W 1889 roku wieś liczyła 6 zagród rozlokowanych po zachodniej stronie folwarku. W XX wieku areał majątku ziemskiego pozostawał taki sam jak w połowie XVII wieku, statystyka z 1929 roku podaje liczbę 250 ha. Wizerunek herbu Marquart zachował się na kilku przedmiotach, m.in. w Świętej Lipce. Brak danych na temat ostatnich przedwojennych właścicieli majątku. 
Po 1945 majątek wziął w posiadanie PGR. W 1982 cały folwark wpisano do rejestru zabytków. Po likwidacji PGR-u majątek przekazano Agencji Własności Rolnej Skarbu Państwa (obecnie Agencja Nieruchomości Rolnych), ta folwark podzieliła, obecnie dwór stanowi własność prywatną i Skarbu Państwa, park jest w rękach prywatnych, zabudowania gospodarcze są nadal własnością ANR.

## Zabytki

### Budynek Dworu

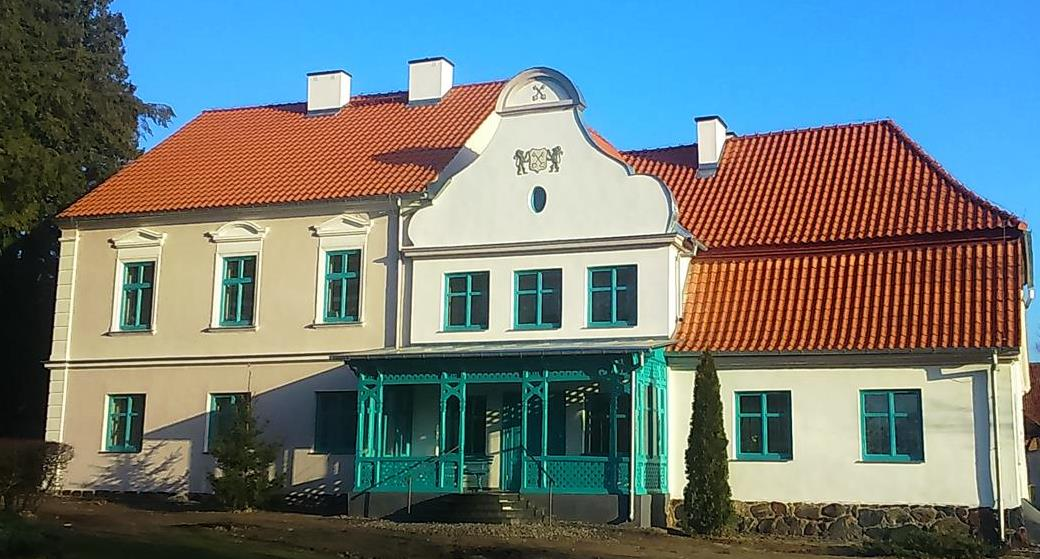
Dawny dwór w Kierpajnach Wielkich

Pochodzi z końca XVIII wieku, przebudowany w końcu XIX wieku. Dwór usytuowany w części środkowej założenia. Jego zróżnicowana bryła świadczy o jego przekształceniach na przestrzeni dziejów. W części starszej parterowy z dachem mansardowym oraz ryzalitem dwustronnym, ze szczytami wolutowymi. W części północnej pochodzącej z końca XIX wieku piętrowy na rzucie prostokąta wystającego poza rzut dawnego budynku w kierunku wschodnim 
z dachem dwuspadowym pokrytym holenderką. Elewacja części starszej dekorowana gzymsem podokapowym oraz wolutami w szczytach ryzalitu. Na polu szczytowym od podjazdu kartusz herbowy. Od wschodu wazon z kwiatami obydwa ujęte w labry. Pod nimi owalne ustawione pionowo okienko. Na szczytach naczółek półkolisty obwiedziony gzymsem. Przed wejściem głównym weranda z k. XIX wieku. Elewacja części nowej eklektyczna z gzymsami międzykondygnacyjnymi oraz podokapowym. Zachowane otwory okienne z końca XIX wieku, ujęte w opaskowe obramienia. Nad nimi naczółki wysunięte przed lico trójkątne i półkoliste. Dwór podzielono na lokale mieszkalne, 3 z nich sprzedano najemcom, pozostałe są własnością Skarbu Państwa administrowane przez Agencję Nieruchomości Rolnych. Park krajobrazowy
założony w pierwszej połowie XIX wieku po północnej i zachodniej stronie dworu. Część północną założono na rzucie prostokąta z obiegającą go wokół aleją. Część zachodnia parku 
o nieregularnym rzucie i nieregularnym układzie, aleja sięgała od głównej drogi dojazdowej do majątku. W parku występują lipy, wiązy, klony i buki. Znajdują się też rzadkie gatunki drzew takich jak choina kanadyjska i buk czerwonolistny. Obecnie park jest w rękach prywatnych.
W Kierpajnach Wielkich osiedlił się i tworzył Daniel Ratz (1948–2023) – artysta malarz, orientalista, poeta, prozaik, autor książek "Przemijanie pejzaży", "Moje podróże" i "Jak poranione ptaki".

### Zabudowania gospodarcze

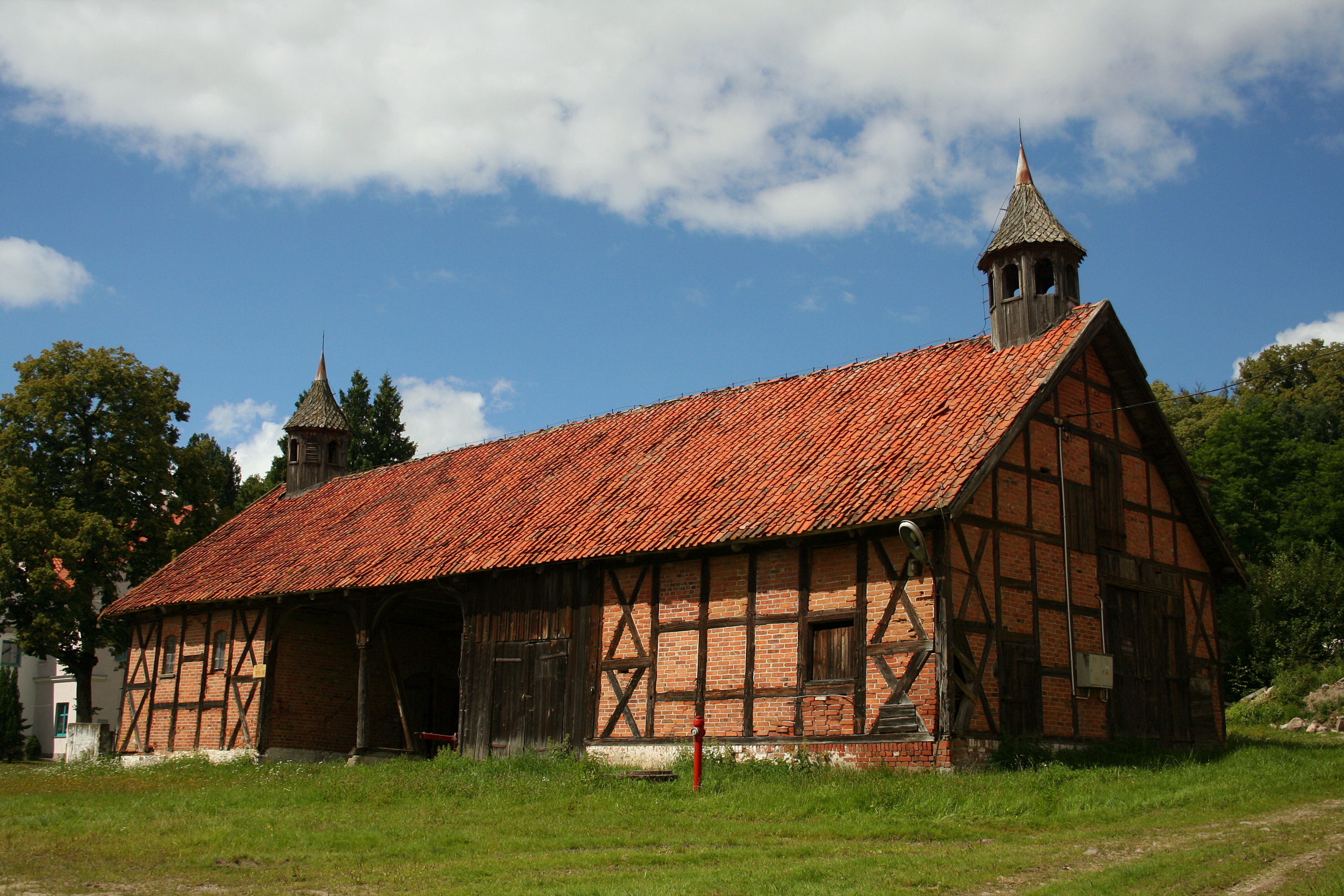
Wozownia z 1856

Na szczególną uwagę zasługuje wozownia wzniesiona w 1856 roku. Zlokalizowano ją za dworem, w centralnej części podwórza gospodarczego. Posiada konstrukcję szkieletową, z podwójnym przejazdem pośrodku i z ażurowymi wieżyczkami po krańcach kalenic.